# Compendi de la doctrina catalanista
Compendi de la doctrina catalanista és una obra del polític Prat de la Riba i de Pere Muntanyola que fou premiada en un concurs del Centre Català de Sabadell l'any 1894. És similar al catecisme foral de Navarra i se'n va fer una edició de luxe i una altra de popular de 100.000 exemplars que es va esgotar ràpidament.
S'estructura a través de preguntes breus i respostes detallades sobre els següents temes:
- La Pàtria (es refereix a Catalunya)
- Catalunya
- L'Estat espanyol
- La Corona d'Aragó
- Agravis (sic, Greuges) de Catalunya
- Reivindicacions de Catalunya
- Triomfarem?
- Apèndix